# Serramenti PVC Diquigiovanni/Saison 2007
Diese Liste beschreibt die Mannschaft und Erfolge des Radsportteams Selle Italia PVC Diquigiovanni in der Saison 2007.

## Erfolge

### Erfolge in der UCI America Tour
In den Rennen der Saison 2007 der UCI America Tour gelangen die nachstehenden Erfolge.
| Datum        | Rennen                                        | Fahrer             |
| ------------ | --------------------------------------------- | ------------------ |
| 7. Januar    | 1. Etappe Vuelta al Táchira                   | Alberto Loddo      |
| 11. Januar   | 5. Etappe Vuelta al Táchira                   | José Serpa         |
| 17. Januar   | 10. Etappe Vuelta al Táchira                  | Walter Pedraza     |
| 15. März     | Prolog Vuelta Ciclista Por Un Chile Líder     | Edgardo Simon      |
| 19. März     | 4. Etappe Vuelta Ciclista Por Un Chile Líder  | Edgardo Simon      |
| 20. März     | 5. Etappe Vuelta Ciclista Por Un Chile Líder  | Edgardo Simon      |
| 21. März     | 6. Etappe Vuelta Ciclista Por Un Chile Líder  | Edgardo Simon      |
| 24. März     | 9. Etappe Vuelta Ciclista Por Un Chile Líder  | Walter Pedraza     |
| 25. März     | 10. Etappe Vuelta Ciclista Por Un Chile Líder | Anthony Brea       |
| 1. September | 6. Etappe Vuelta a Venezuela                  | Emiliano Donadello |

### Erfolge in der UCI Asia Tour
In den Rennen der Saison 2007 der UCI Asia Tour gelangen die nachstehenden Erfolge.
| Datum        | Rennen                             | Fahrer             |
| ------------ | ---------------------------------- | ------------------ |
| 2. Februar   | 1. Etappe Tour de Langkawi         | Alberto Loddo      |
| 5. Februar   | 4. Etappe Tour de Langkawi         | Alberto Loddo      |
| 6. Februar   | 5. Etappe Tour de Langkawi         | Alberto Loddo      |
| 7. Februar   | 6. Etappe Tour de Langkawi         | Alberto Loddo      |
| 9. Februar   | 8. Etappe Tour de Langkawi         | José Serpa         |
| 11. Februar  | 10. Etappe Tour de Langkawi        | Alberto Loddo      |
| 14.–22. Juli | Gesamtwertung Tour of Qinghai Lake | Gabriele Missaglia |

### Erfolge in der UCI Europe Tour
In den Rennen der Saison 2007 der UCI Europe Tour gelangen die nachstehenden Erfolge.
| Datum        | Rennen                              | Fahrer               |
| ------------ | ----------------------------------- | -------------------- |
| 27. März     | 1a. Etappe Settimana Internazionale | Alessandro Bertolini |
| 27. April    | 1. Etappe Vuelta a La Rioja         | Alberto Loddo        |
| 4. Mai       | 2. Etappe Asturien-Rundfahrt        | Alberto Loddo        |
| 5. August    | Giro dell’Appennino                 | Alessandro Bertolini |
| 22. August   | Coppa Agostoni                      | Alessandro Bertolini |
| 25. August   | Trofeo Melinda                      | Santo Anzà           |
| 1. September | Giro del Veneto                     | Alessandro Bertolini |
| 8. September | Coppa Placci                        | Alessandro Bertolini |

## Mannschaft

### Zugänge – Abgänge
| Zugänge            | Team 2006      | Abgänge             | Team 2007                 |
| ------------------ | -------------- | ------------------- | ------------------------- |
| Fabio Duarte       | UNE-Orbitel    | Angelo Furlan       | Crédit Agricole           |
| Leonardo Moser     | Acqua e Sapone | Raffaele Illiano    | Ceramica Flaminia         |
| Anthony Brea       | Neoprofi       | Fredy González      | Colombia Es Pasion        |
| Emiliano Donadello | Neoprofi       | Mariano Giallorenzo | Miche                     |
| Mattia Turrina     | Neoprofi       | Nilton Ortiz        | Universal Caffè-Ecopetrol |
|                    |                | Alexander Giraldo   | Unbekannt                 |
|                    |                | Huberlino Mesa      | Unbekannt                 |
|                    |                | Diego Nosotti       | Unbekannt                 |
|                    |                | Freddy Paredes      | Unbekannt                 |
|                    |                | Philippe Schnyder   | Unbekannt                 |
|                    |                | Edgardo Simon       | Unbekannt                 |
|                    |                | Rolando Trujillo    | Unbekannt                 |

### Kader
| Name                 | Geburtstag         | Nationalität |
| Santo Anzà           | 17. November 1980  | Italien      |
| Niklas Axelsson      | 15. Mai 1972       | Schweden     |
| Sergio Barbero       | 17. Januar 1969    | Italien      |
| Alessandro Bertolini | 27. Juli 1971      | Italien      |
| Anthony Brea         | 3. Februar 1983    | Venezuela    |
| Emiliano Donadello   | 19. April 1983     | Italien      |
| Fabio Duarte         | 11. Juni 1986      | Kolumbien    |
| Alberto Loddo        | 5. Januar 1979     | Italien      |
| Gabriele Missaglia   | 24. Juli 1970      | Italien      |
| Leonardo Moser       | 25. September 1984 | Italien      |
| Walter Pedraza       | 27. November 1981  | Kolumbien    |
| José Serpa           | 17. April 1979     | Kolumbien    |
| Mattia Turrina       | 31. August 1983    | Italien      |
| Stagiaires           | Stagiaires         | Nationalität |
| Giorgio Orizio       | Giorgio Orizio     | Italien      |
| Federico Vitali      | Federico Vitali    | Italien      |